# Love Streams
Love Streams is een Amerikaanse dramafilm uit 1984 onder regie van John Cassavetes. Hij won met deze film de Gouden Beer op het filmfestival van Berlijn.

## Verhaal
Robert Harmon is een succesvolle schrijver die zijn deur openstelt voor zoveel mogelijk knappe vrouwen om op die manier zijn eigen eenzaamheid te verbergen. Zijn zus Sarah is verwikkeld in een moeilijke echtscheiding. Bovendien heeft ze een lastige relatie met haar dochter. Als de zoon van Robert plotseling op zijn drempel wordt gedumpt, weet hij niet wat hij met hem moet beginnen.

## Rolverdeling
| Acteur          | Personage          |
| --------------- | ------------------ |
| Gena Rowlands   | Sarah Lawson       |
| John Cassavetes | Robert Harmon      |
| Diahnne Abbott  | Susan              |
| Seymour Cassel  | Jack Lawson        |
| Margaret Abbott | Margarita          |
| Jakob Shaw      | Albie Swanson      |
| Eddy Donno      | Stiefvader Swanson |
| Joan Foley      | Rechter Dunbar     |
| Al Ruban        | Milton Kravitz     |
| Tom Badal       | Sam                |
| Doe Avedon      | Mevrouw Kiner      |